# Lista de reitores da Universidade Federal do Pampa
Esta é uma lista de reitores da Universidade Federal do Pampa
1. Maria Beatriz Luce (2008-2011 - Reitora Pro tempore)[2]
2. Ulrika Arns (2012-2015)
3. Marco Antonio Fontoura Hansen (2016-2019)[3]
4. Roberlaine Ribeiro Jorge (2020-2023)[4]